# Hans Benda
Hans Benda (Metz, 19 de agosto de 1877-Malente, Schleswig-Holstein, 27 de febrero de 1951) fue un marino alemán, almirante durante la Segunda Guerra Mundial.

## Carrera militar
Hans Benda nació en 1877 en Metz, entonces parte de Alsacia-Lorena y perteneciente hasta 1918 al Imperio alemán. Benda estudió entre 1896 y 1899 en la Universidad de Jena e ingresó el 1 de marzo de 1899 como guardiamarina en la Marina Imperial alemana. En la Reichsmarine de la República de Weimar Benda estuvo empleado principalmente como oficial en tareas de estado mayor. Hans Benda murió el 27 de febrero de 1951 en Malente.

## Condecoraciones
- Cruz Alemana de plata, el 18 de marzo de 1945 como almirante intendente de la sección C de Defensa Marina en el Comando Supremo de la Armada, AdmOberstabsintendant, OKM, Marinewehr C[1]